# Oel (Einheit)
Oel war ein Volumen- und Getreidemaß in Bayern.
- Roggen, Weizen: 1 Oel = 2 Metzen
- Gerste, Hafer: 1 Oel = 3 Metzen